# Голубовка (Калиновский район)
Голубо́вка (укр. Голубівка) — село на Украине, находится в Калиновском районе Винницкой области.
Код КОАТУУ — 0521680903. Население по переписи 2001 года составляет 279 человек. Почтовый индекс — 22442. Телефонный код — 4333.
Занимает площадь 0,786 км².

## История
Село основано в 1830 году помещиком Леонардом Мадейским, который перевел на данное место крестьян принадлежавших ему сел Овечаче и Новая Гребля. По имени владельца село получило название Леонардовка. В 1864 г. в селе проживало 206 жителей, оно было приписано к приходу Лукинской церкви с. Малый Чернятин.
В 1946 г. было переименовано в Голубовку.

## Адрес местного совета
22442, Винницкая область, Калиновский р-н, c. Голубовка, ул. Ленина, 40